# Dsungaripterus
Dsungaripterus és un gènere de pterosaures dsungariptèrids amb una envergadura mitjana de 3 metres. Dsungaripterus va viure durant el Cretaci inferior a l'actual Xina, i el seu primer fòssil es va trobar al grup Tugulu de la conca de Junggar.

## Descripció
Dsungaripterus weii tenia una envergadura de 3,5 a 5 m. Com la majoria dels dsungaripteroides, tenia un esquelet força robust amb parets gruixudes i proporcions corporals robustes, cosa que suggereix un estil de vida majoritàriament terrestre. L'estil de vol d'aquests animals no és clar, però probablement va estar marcat per aterratges bruscs i aleteig extens.

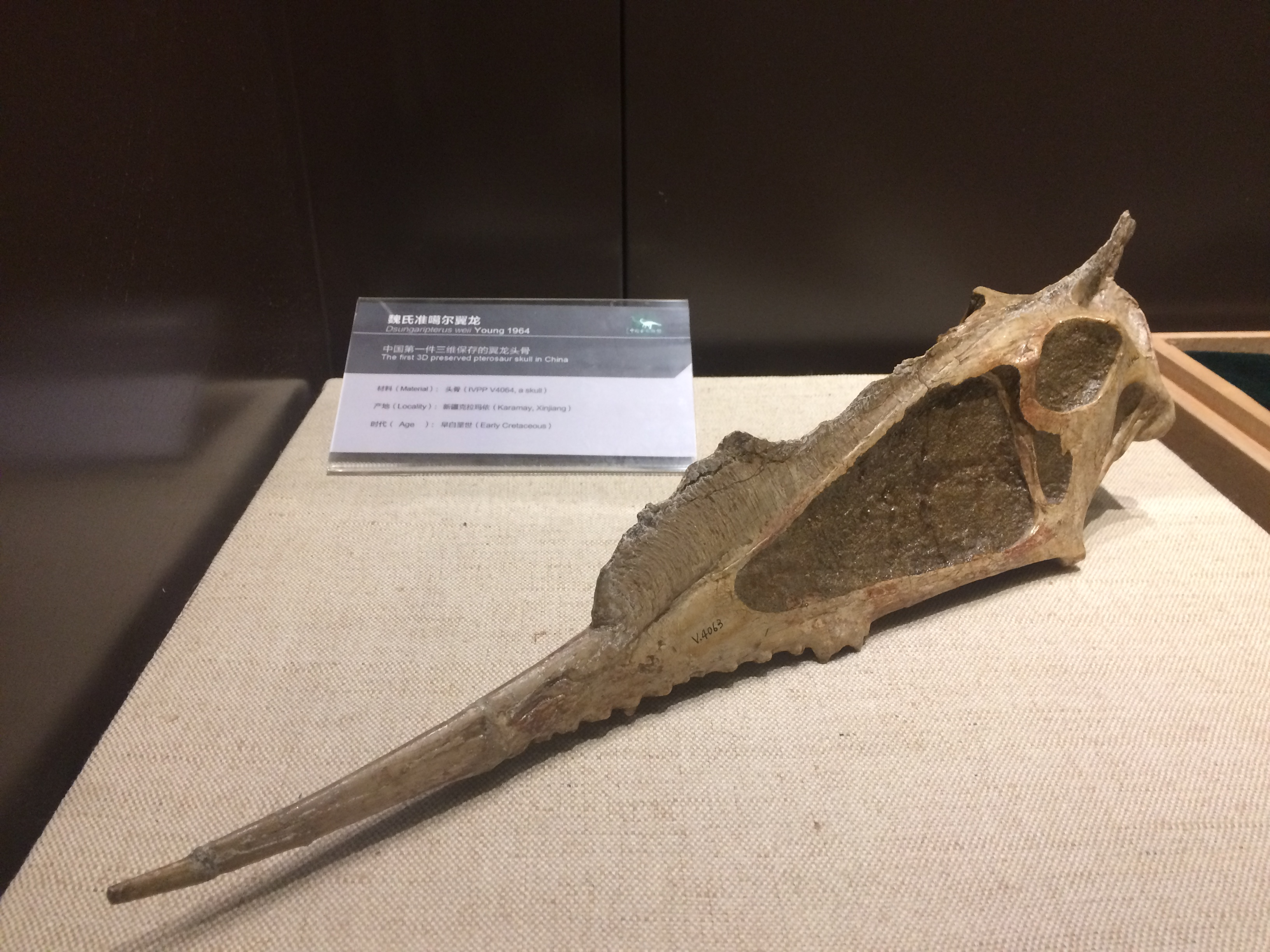
Crani IVPP V4064, Museu Paleozoològic de la Xina

El crani de Dsungaripterus, de 40 a 50 centímetres de llarg, presentava una cresta òssia baixa que baixava des de la base del crani fins a la meitat del bec. El cap i el coll de Dsungaripterus feien gairebé 1 metre de llargada. La seva característica més notable són les seves mandíbules llargues, estretes i corbades cap amunt amb una punta punxeguda. No tenia dents a la part davantera de les mandíbules, que probablement servien per treure les preses de les esquerdes de les roques i/o dels ambients de l'interior sorrencs i fangosos que habitava. Tenia unes dents planes i nuoses més a la part posterior de la mandíbula que eren molt adequades per aixafar la closca dels mariscs o altres objectes durs.
Dsungaripterus també tenia un paladar semblant al dels pterosaures azhdarcoides.

## Història del descobriment
Dsungaripterus va ser descrit el 1964 amb el nom de Yang Zhongjian. El nom del gènere combina una referència a la conca de Junggar amb un pteron «ala» grec llatinitzat. L'espècie tipus és Dsungaripterus weii, el nom específic en honor al paleontòleg C.M. Wei de la Divisió Paleontològica, Institut de Ciència, Oficina de Petroli de Xinjiang. L'holotip és IVPP V-2776, un crani i un esquelet parcials. Des de 1973 s'ha trobat més material incloent cranis gairebé complets.

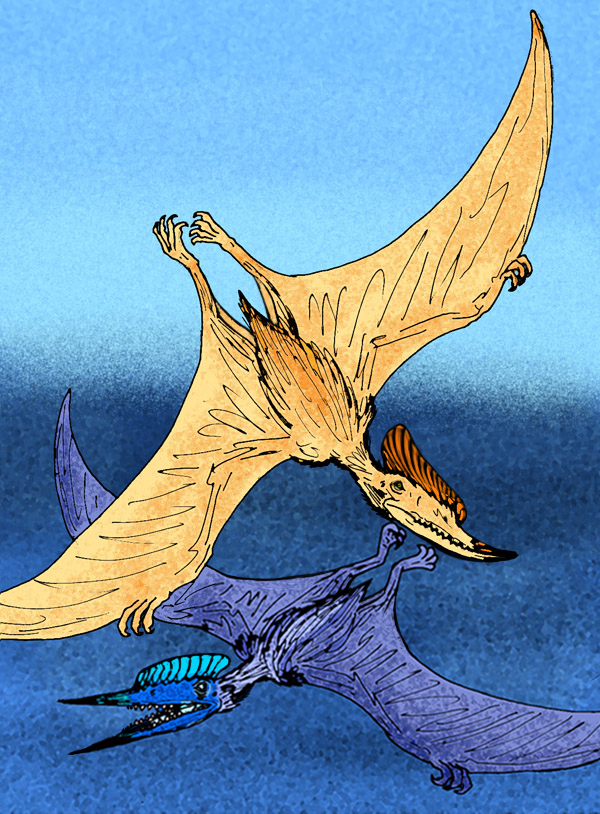
Restauració de Dsungaripterus (a dalt) i el relacionat Noripterus
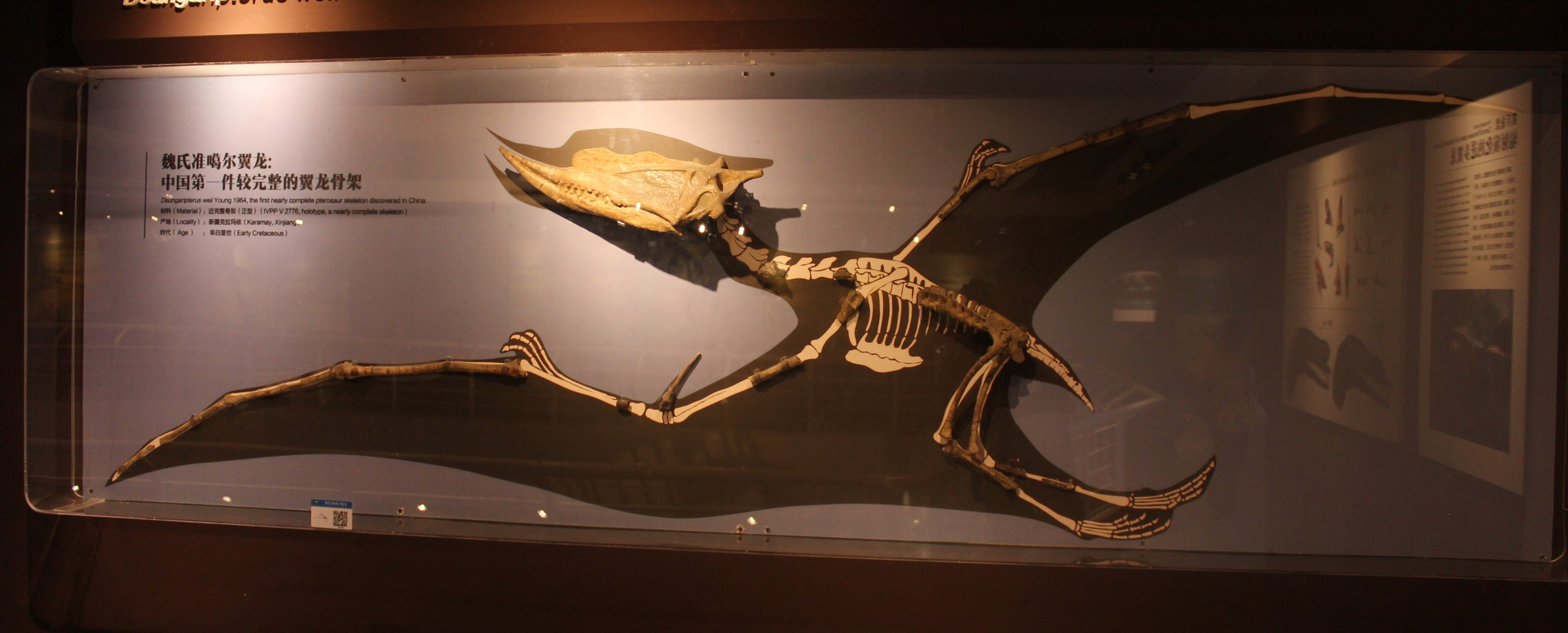
Espècimen holotip. Museu Paleozoològic de la Xina

L'any 1980, Peter Galton va canviar el nom de Pterodactylus brancai (Reck 1931), una forma d'una formació africana del Juràssic tardà, a Dsungaripterus brancai, però la identificació es rebutja habitualment. El 1982 Natasha Bakhurina va anomenar una nova espècie, Dsungaripterus parvus, basada en un esquelet més petit de Mongòlia. Més tard, aquest va ser rebatejat a Phobetor, un nomja ocupat, i el 2009 va concloure que era idèntic a Noripterus. L'any 2002 es va informar d'una falange de dit d'ala de Dsungaripterus des de Corea.

## Classificació
Dsungaripterus va ser classificat per Yang com a membre dels Dsungaripteridae. A continuació es mostra un cladograma que mostra els resultats d'una anàlisi filogenètica presentada per Andres et al. el 2014. Van recuperar Dsungaripterus dins del clade Dsungaripteromorpha (un subgrup dins dels Azhdarchoidea), més concretament dins dels Dsungaripteridae, tàxon germà de Domeykodactylus.
El seu cladograma es mostra a continuació.
|  | Dsungaripterus weii      |
|  |                          |
|  | Domeykodactylus ceciliae |
|  |                          |

|  | Noripterus parvus       |
|  |                         |
|  | Noripterus complicidens |
|  |                         |

|  | Dsungaripterus weii      |
|  |                          |
|  | Domeykodactylus ceciliae |
|  |                          |

|  | Noripterus parvus       |
|  |                         |
|  | Noripterus complicidens |
|  |                         |

|  | Thalassodromeus sethi                                                            |
|  |                                                                                  |
|  | \| \| Tupuxuara longicristatus \| \| \| \| \| \| Tupuxuara leonardii \| \| \| \| |
|  |                                                                                  |
|  | Tupuxuara longicristatus                                                         |
|  |                                                                                  |
|  | Tupuxuara leonardii                                                              |
|  |                                                                                  |

|  | Tupuxuara longicristatus |
|  |                          |
|  | Tupuxuara leonardii      |
|  |                          |

|  | Dsungaripterus weii      |
|  |                          |
|  | Domeykodactylus ceciliae |
|  |                          |

|  | Noripterus parvus       |
|  |                         |
|  | Noripterus complicidens |
|  |                         |

|  | Dsungaripterus weii      |
|  |                          |
|  | Domeykodactylus ceciliae |
|  |                          |

|  | Noripterus parvus       |
|  |                         |
|  | Noripterus complicidens |
|  |                         |

|  | Thalassodromeus sethi                                                            |
|  |                                                                                  |
|  | \| \| Tupuxuara longicristatus \| \| \| \| \| \| Tupuxuara leonardii \| \| \| \| |
|  |                                                                                  |
|  | Tupuxuara longicristatus                                                         |
|  |                                                                                  |
|  | Tupuxuara leonardii                                                              |
|  |                                                                                  |

|  | Tupuxuara longicristatus |
|  |                          |
|  | Tupuxuara leonardii      |
|  |                          |

El 2019, es va publicar una topologia diferent, aquesta vegada de Kellner et al. En aquest estudi, Dsungaripterus es va recuperar fora dels Azhdarchoidea, dins del grup més gran Tapejaroidea, tàxon germà de Noripterus. A continuació es mostra el cladograma de l'anàlisi.
|  | Dsungaripterus weii |
|  |                     |
|  | Noripterus parvus   |
|  |                     |

|  | Azhdarchidae      |
|  |                   |
|  | Chaoyangopteridae |
|  |                   |

|             | Keresdrakon vilsoni                                              |
|             |                                                                  |
| Tapejaridae | \| \| Thalassodrominae \| \| \| \| \| \| Tapejarinae \| \| \| \| |
|             | \| \| Thalassodrominae \| \| \| \| \| \| Tapejarinae \| \| \| \| |
|             | Thalassodrominae                                                 |
|             |                                                                  |
|             | Tapejarinae                                                      |
|             |                                                                  |

|  | Thalassodrominae |
|  |                  |
|  | Tapejarinae      |
|  |                  |

|  | Azhdarchidae      |
|  |                   |
|  | Chaoyangopteridae |
|  |                   |

|             | Keresdrakon vilsoni                                              |
|             |                                                                  |
| Tapejaridae | \| \| Thalassodrominae \| \| \| \| \| \| Tapejarinae \| \| \| \| |
|             | \| \| Thalassodrominae \| \| \| \| \| \| Tapejarinae \| \| \| \| |
|             | Thalassodrominae                                                 |
|             |                                                                  |
|             | Tapejarinae                                                      |
|             |                                                                  |

|  | Thalassodrominae |
|  |                  |
|  | Tapejarinae      |
|  |                  |

|  | Dsungaripterus weii |
|  |                     |
|  | Noripterus parvus   |
|  |                     |

|  | Azhdarchidae      |
|  |                   |
|  | Chaoyangopteridae |
|  |                   |

|             | Keresdrakon vilsoni                                              |
|             |                                                                  |
| Tapejaridae | \| \| Thalassodrominae \| \| \| \| \| \| Tapejarinae \| \| \| \| |
|             | \| \| Thalassodrominae \| \| \| \| \| \| Tapejarinae \| \| \| \| |
|             | Thalassodrominae                                                 |
|             |                                                                  |
|             | Tapejarinae                                                      |
|             |                                                                  |

|  | Thalassodrominae |
|  |                  |
|  | Tapejarinae      |
|  |                  |

|  | Azhdarchidae      |
|  |                   |
|  | Chaoyangopteridae |
|  |                   |

|             | Keresdrakon vilsoni                                              |
|             |                                                                  |
| Tapejaridae | \| \| Thalassodrominae \| \| \| \| \| \| Tapejarinae \| \| \| \| |
|             | \| \| Thalassodrominae \| \| \| \| \| \| Tapejarinae \| \| \| \| |
|             | Thalassodrominae                                                 |
|             |                                                                  |
|             | Tapejarinae                                                      |
|             |                                                                  |

|  | Thalassodrominae |
|  |                  |
|  | Tapejarinae      |
|  |                  |